# Seaway Falcon
Seaway Falcon — напівзанурене судно для перевезення великовагових та негабаритних вантажів (heavy lift vessel, heavy load vessel).
Судно спорудили в 1981 році на японській верфі Imabari Zosen у Маругамі як танкер.
В 2006-му воно опинилось під контролем компанії Awillift (група Anders Wilhelmsen), отримало назву «Willift Falcon» та було призначене для переобладнання у судно для перевезення великовагових та негабаритних вантажів. Роботи провели до квітня 2007-го на польській верфі Gdansk Shiprepair Yard Remontowa у Гданську, де архітектурно-конструктивний тип корабля змінили на напівзанурене судно – воно може опускатись до рівня, коли вантажна палуба знаходиться на 8,5 метрів нижче поверхні води, що дозволяє заводити для завантаження великі плавучі об’єкти. Палуба має площу 4700 м2 та може витримувати навантаження у 20 тонн/м2.
В подальшому судно кілька раз змінювало назви – «Heavylift Falcon» (з 2008-го), «Falcon» (з 2009-го), «Seaway Falcon» (з 2022-го), тоді як серед його власників встигли побувати компанії Offshore Heavy Transport (OHT, мала коріння в Awillift) та Seaway 7 (виникла унаслідок укладеної в 2021 році угоди про об’єднання одного з дивізіонів компанії Subsea 7 та OHT).
Типовим завданням для судна є транспортування бурових установок. Наприклад, в другій половині 2007-го воно доставило самопідіймальну установку «ENSCO 107» до Нової Зеландії, де вона мала працювати на газовому родовищі Купе, а в другій половині 2021-го «Falcon» прибуло на Аляску для перевезення самопідіймальної установки «Randolph Yost» до нового власника у Індії.